# Senza tuccà
Senza tuccà è un singolo del cantautore italiano Gigi D'Alessio, pubblicato il 24 maggio 2024 come quarto estratto dal ventesimo album in studio Fra.

## Descrizione
Si tratta della prima collaborazione in un inedito tra i due artisti, i quali hanno scritto il brano insieme a Francesco D'Alessio e Max D'Ambra, che ne sono inoltre i produttori discografici.
Musicalmente il brano è composto con un tempo presto di 200 battiti per minuto e in tonalità di Do maggiore.

## Video musicale
Il video musicale relativo al brano, diretto da Marco Pavone, è stato pubblicato sul canale YouTube del cantautore in concomitanza con l'uscita del singolo. Esso vede i due artisti in versione cartone animato girare per una versione futuristica di Napoli.

## Tracce
Testi di Francesco D'Alessio, Luigi D'Alessio, Massimo D'Ambra, Emanuele Palumbo, musiche di Francesco D'Alessio, Massimo D'Ambra.
1. Senza tuccà (feat. Geolier) – 2:56

## Classifiche
| Classifica (2024) | Posizione massima |
| ----------------- | ----------------- |
| Italia            | 67                |